# Аннотация (Java)
Java-аннотация — в языке Java специальная форма синтаксических метаданных, которая может быть добавлена в исходный код.
Аннотации используются для анализа кода, компиляции или выполнения.
Аннотируемы пакеты, классы, методы, переменные и параметры.
Выглядит как @ИмяАннотации, предваряющее определение переменной, параметра, метода, класса, пакета.

## Применение
Аннотация выполняет следующие функции:
- даёт необходимую информацию для компилятора / интерпретатора;
- даёт информацию различным инструментам для генерации другого кода, конфигураций и т. д.;
- может использоваться во время выполнения для получения данных через отражение (reflection);

## Встроенные аннотации
Аннотации, применяемые к исходному коду:
- @Override — аннотация-маркер, которая может применяться только к методам. Метод, аннотированный как @Override, должен переопределять метод супер класса. @Override — проверяет, переопределён ли метод. Вызывает ошибку компиляции / интерпретации, если метод не найден в родительском классе или интерфейсе;

- @Deprecated — отмечает, что метод устарел и не рекомендуется к использованию. Предполагается, что по каким-то причинам этот метод пока оставлен, но будет удалён в будущих версиях. Вызывает предупреждение компиляции, если метод используется;
- @SuppressWarnings — указывает компилятору подавить предупреждения компиляции, определённые в параметрах аннотации;
- @SafeVarargs — указывает, что никакие небезопасные действия, связанные с параметром переменного количества аргументов, недопустимы. Применяется только к методам и конструкторам с переменным количеством аргументов, которые объявлены как static или final.

Аннотации, применяемые к другим аннотациям:
- @Retention — определяет, как отмеченная аннотация может храниться — в коде, в скомпилированном классе или во время работы кода. Аннотация @Retention позволяет указать жизненный цикл аннотации: будет она присутствовать только в исходном коде, в скомпилированном файле, или она будет также видна и в процессе выполнения. Выбор нужного типа зависит от того, как вы хотите использовать аннотацию, например, генерировать что-то побочное из исходных кодов, или в процессе выполнения стучаться к классу через reflection.
- @Documented — отмечает аннотацию для включения в документацию. Аннотация @Documented указывает, что помеченная таким образом аннотация должна быть добавлена в javadoc поля/метода и так далее. Например, класс, помеченный аннотацией без @Documented, будет выглядеть так:public class TestClass extends java.lang.Object

- @Target — отмечает аннотацию как ограничивающую, какие элементы аннотации могут быть к ней применены. Аннотация @Target указывает, что именно мы можем пометить этой аннотацией, это может быть поле, метод, тип и т. д.
- @Inherited — отмечает, что аннотация может быть расширена подклассами аннотируемого класса. Аннотация @Inherited помечает аннотацию, которая будет унаследована потомком класса, отмеченного такой аннотацией.

## Пример
```
public
 
class
 
Animal
 
{

    
public
 
void
 
speak
()
 
{

    
}
    

}

public
 
class
 
Cat
 
extends
 
Animal
 
{

    
@Override
 
// Аннотация, говорящая о том, что этот метод переопределяет одноимённый метод родительского класса

    
public
 
void
 
speak
()
 
{
 

       
System
.
out
.
println
(
"Meow."
);
 

    
}

    
@Deprecated
 
// Аннотация, говорящая о том, что этот метод устарел и будет удалён в ближайшее время

    
public
 
boolean
 
soundsGood
()
 
{

        
return
 
true
;

    
}

}

```

## Создание аннотаций
Объявление аннотации похоже на объявление интерфейсов с использованием знака @ перед ключевым словом interface :
```
@Edible

Food
 
food
 
=
 
new
 
Food
();

public
 
@interface
 
Edible
{

    
//создание собственной аннотации

}

```

Пользовательские аннотации могут включать в себя различные значения, которые описываются как методы аннотации. Каждое объявление метода определяет элемент аннотации. Объявление метода не должно включать в себя каких-либо аргументов или инструкции throws. Возвращаемый тип обязан быть одним из: примитивный тип, строка, класс, перечисляемый тип, а также массив, содержащий перечисленный ранее тип данных. Методы могут иметь значения по умолчанию.
```
@Edible
(
true
)
 
// присваивание значения true для edible

Food
 
food
 
=
 
new
 
Food
();

public
 
@interface
 
Edible
{

    
boolean
 
edible
()
 
default
 
false
;
 
// по умолчанию edible будет false

}

public
 
@interface
 
Author
{

    
String
 
first_name
();

    
String
 
last_name
();

}

@Author
(
first_name
=
"James"
,
 
last_name
=
"Gosling"
)

Book
 
book
 
=
 
new
 
Book
();

// Аннотация также может быть аннотирована для определения области её применения

@Target
({
ElementType
.
METHOD
})

public
 
@interface
 
SomeAnnotation
{}

public
 
class
 
SomeClass
{

    
@SomeAnnotation

    
private
 
void
 
doSomething
(){}

}

```

## История
Первоначально в платформе Java имелся механизм, предваряющий механизм аннотаций — например, модификатор transient или тег @Deprecated.
В сентябре 2002 года сообществу Java представлен документ JSR-175, описывающий основные тезисы по аннотациям. Он был утверждён в 2004 году.
Аннотации стали доступны в самом языке начиная с версии 1.5 JDK и описаны в JSR-269.
В версии 1.6 аннотации были интегрированы в компилятор javac.